# Asirieni

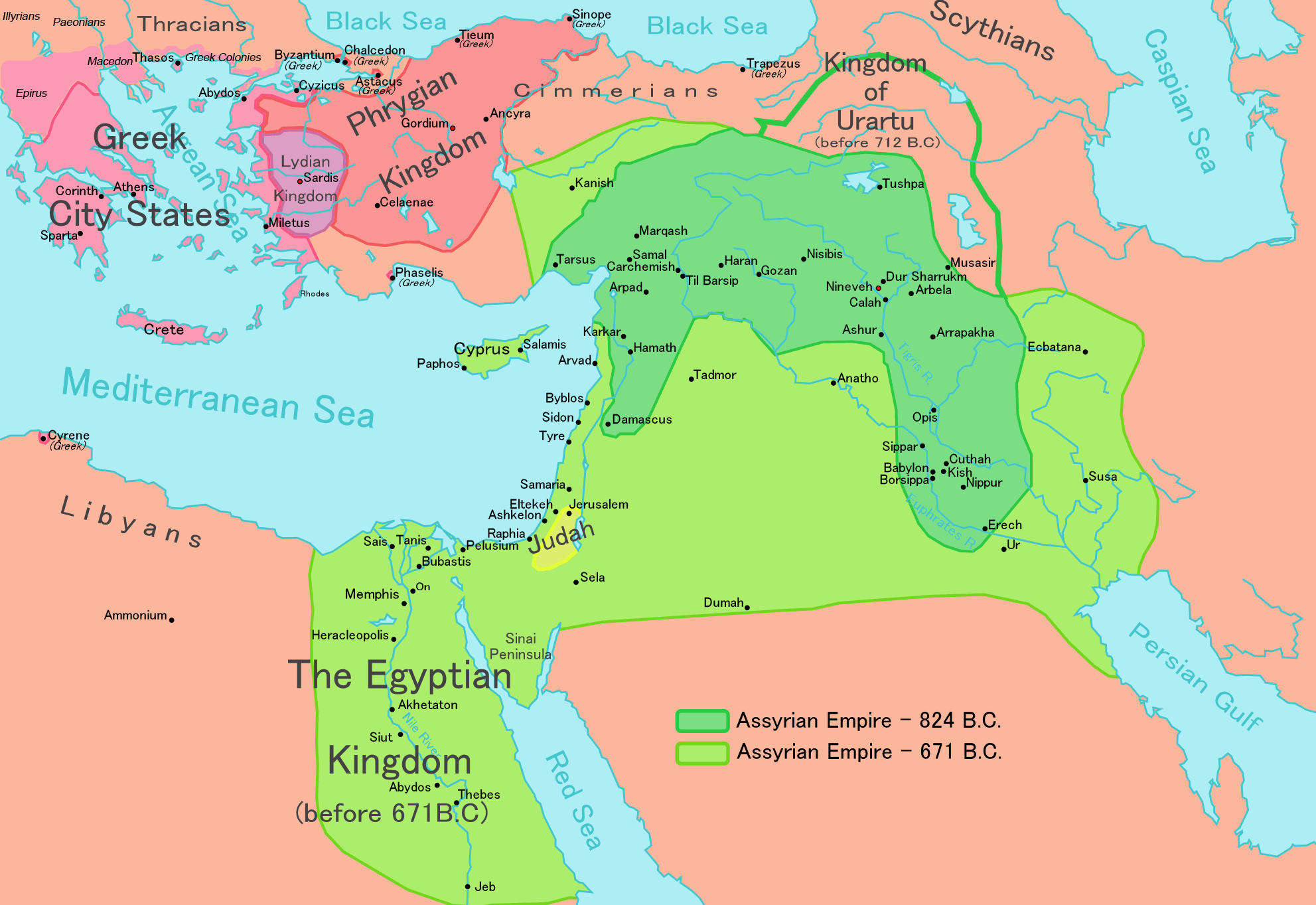

Asirienii (moderni) (siriacă: ܐܫܘܪܝܐ)., sau siriaci, sunt un grup etnico-religios din Orientul Mijlociu. Unii dintre ei se autoidentifică drept caldei, sau ca arameeni. Ei vorbesc limba aramaică modernă, cunoscută sub numele limba siriacă sau „limba neo-aramaică asiriană”. Asirienii sunt creștini și, după tradiția lor, ei se văd urmașii poporului asirian, una dintre cele mai vechi civilizații  (2500 î.Hr.), din Mesopotamia antică.
Locul de origine al acestui popor astăzi se află împărțit între nordul Irakului, sud-estul Turciei, nord-vestul Iranului și nord-estul Siriei. Majoritatea asirienilor moderni au fost nevoiți să emigreze în alte regiuni ale lumii, inclusiv în America de Nord, Levant, Australia, Europa, Rusia și regiunea Caucazului începând de la finele secolului al XIX-lea. Emigrația a fost declanșată de evenimente politice, prigoane și masacre, cum ar fi genocidul asirian în Imperiul Otoman, în timpul primului război mondial, masacrul din Simele din Irak din 1933, Revoluția iraniană din 1979, politica regimurilor naționaliste arabe în Irak și Siria, campaniile militare ale lui Saddam Hussein și războaiele din Irak care le-au urmat, și apariția Statului Islamic și cucerirea de către acesta a zonei cunoscută ca „Câmpia Ninive”).

## Istorie

### Istoria pre-creștină
În perioadele preistorice, regiunea care ulterior avea să fie cunoscută ca Asiria (sau Subartu) a fost căminul unor Homo neanderthalensis, urme ale acestora fiind găsite în locuri precum peștera din Șanidar. Cele mai vechi situri neolitice în Asiria aparțin culturii Jarmo (7100 î.Hr.) și Tel Hasuna, centrul culturii Hassuna (6000 î.Hr.).
Istoria asirienilor începe cu formarea orașului Assur, probabil în secolul XXV î.Hr. Consemnările din lista regilor asirieni datează din secolul XXV î.Hr., cel mai vechi fiind Tudia, contemporan cu Ibrium din Ebla. Totuși, mulți dintre acești regi au fost conducători locali și nu au controlat tot imperiul sau întregul popor. Mai mult, din ultimii ani ai secolului XXIV î.Hr. și până în primii ani din secolul XXII î.Hr., ei au fost în general vasali ai Imperiului Akkadian.